# SN 2001hf
SN 2001hf – supernowa typu II odkryta 27 listopada 2001 roku w galaktyce M-03-23-17. W momencie odkrycia miała maksymalną jasność 16,10m.